# John Baptist Kaggwa
John Baptist Kaggwa (Bulenga, distrito de Wakiso, Kampala, Buganda, Uganda, 23 de março de 1943 - Mulago, Kampala, Buganda, Uganda, 20 de janeiro de 2021) foi um ministro de Uganda e bispo católico romano de Masaka.
John Baptist Kaggwa frequentou a Escola Primária Lubaga Boys de 1952 a 1957 e depois o Seminário Menor de Kisubi. Depois, Kaggwa estudou filosofia e teologia católica no seminário de Katigondo e, a partir de 1965, na Pontifícia Universidade Urbaniana de Roma. Foi ordenado diácono em maio de 1970 e recebeu o Sacramento da Ordem em 12 de dezembro de 1971 em Roma.
Depois de receber seu doutorado na Pontifícia Universidade Urbaniana, Kaggwa foi vice-reitor do Pontificio Collegio Missionario Internazionale San Paolo em Roma por cinco anos. Ele então voltou para sua terra natal e tornou-se Regens do seminário de St. Mbaaga em Ggaba.
Em 19 de dezembro de 1994, o Papa João Paulo II o nomeou Bispo Coadjutor de Masaka. O Bispo de Masaka, Adrian Kivumbi Ddungu, o consagrou em 24 de junho de 1995; Os co-consagradores foram o Arcebispo de Kampala, Cardeal Emmanuel Wamala, e o Bispo de Fort Portal, Paul Lokiru Kalanda. 
Em 10 de janeiro de 1998, John Baptist Kaggwa tornou-se bispo de Masaka, sucedendo Adrian Kivumbi Ddungu, que renunciou por motivos de idade.
Em 16 de abril de 2019, o Papa Francisco aceitou a renúncia de John Baptist Kaggwa por motivos de idade.
John Baptist Kaggwa morreu após duas semanas de cuidados intensivos no Mulago National Specialized Hospital em Mulago aos 77 anos de idade após contrair SARS-CoV-2.